# Donelson Caffery
Donelson Caffery (Franklin, 1835. szeptember 10. – New Orleans, 1906. december 30.) az Amerikai Egyesült Államok szenátora (Louisiana, 1892–1901).